# Людовик де Люксембург-Сен-Поль
Людовик де Люксембург-Сен-Поль (фр. Louis de Luxembourg-Saint-Pol; 1418 — 19 грудня 1475) — політичний та військовий діяч Французького королівства, конетабль, граф Сен-Поль, Лін'ї, Брієн, Коверсано, Гіз.

## Життєпис
Походив з молодшої гілки династії Люксембургів. Другий син графа П'єра I де Люксембург-Сен-Поль, бургіньйона, та Маргарити де Бо. Народився 1418 року. 1433 року після смерті батька відповідно до заповіту отримав графство Сен-Поль. Виховувався у свого стрийка Жана II Люксембург-Лін'ї, союзника Англії та васала Бургундії. 1435 році разом з останнім Людовик не визнав Арраської угоди, за якою герцог Бургундії перейшов на бік короля Франції. 1435 року завдяки шлюбу з представницею Домуде Бар отримав графства Марль і Суассон.
1441 року після смерті бездітного стрийка йогом айно конфіскував король Карл VII. Лише на згоду підкоритися Людовик отримав графства Лін'ї, Конверсано і Брієн. Втім права на графство Гіз оскаржив Карл IV, граф Мен. Лише 1444 року було досягнуто компромісу, за яким останній оженився з сестрою Людовика де Люксембурга, внаслідок чого графМен отримав Гіз як посаг. Того ж року відновив та зміцнив замки Ла-Фер і Гам, який переобладнав для захисту від гармат (стали одними з найперших з таких).
Разом з тим затоваришував з дофіном Людовиком, разом з яким протягом 1442—1443 року облягав Д'єп, який все ще контролювали англійці. Продовжив вигнання англійців з Нормандії, зайнявши Арфлер, 1449 року відвоював Гурне-ан-Бре, 1450 року — Кан. 1452 року прийшов на допомогу Філіппу III, герцогу Бургундії, у конфлікті з Дітріхом II фон Мерсом, архієпископом Кельнським.
1462 року помирає його дружина. 1465 року з невідомих причин приєднався до Ліги суспільного блага на чолі із Карлом Сміливим, графом Шароле, що виступив проти короля Людовика XI. У битві при Монлері командував авангардом Ліги. Того ж року за угодою в Конфлані отримав посаду конетабля Франції. 1466 року оженився на сестрі французької королеви. Невдовзі перейшов на службу до Людовика XI, отримавши сеньйорії Гіз й Ле-Нувіон-ан-Тьєраш. 1469 року став одним з перших кавалерів ордена Святого Михайла.
У 1470 році активно діяв проти Бургундії в пікардійських графствах, захопивши місто Сен-Кантен. Разом з тим вів подвійну гру, інтригуючи проти короля та встановивши листування з Карлом Сміливим, що на той час став бургундським герцогом. 1471 року останній, зневірившись у допомозі Людовика де Люксембурга, повідомив Людовика XI про подвійну гру Сен-Поля. Натомість останній встановив контакти з англійським королем Едуардом IV, якому обіцяв підтримку в Пікардії. Втім, коли англійці 1475 року висадилися там, Людовик де Люксембург-Сен-Поль не надав жодної допомоги. Під час укладання договору в Пікін'ї король Англії розкрив французькому королю своє листування з Люксембургом. В результаті той мусив тікати, перебравши до Монсу в графстві Ено, що належав Бургундії. Але Карл Сміливий наказав арештувати конетабля та передати Людовику XI.
Зрештою засуджений Паризьким парламентом до смертної кари. Страчений у Парижі.

## Родина
1. Дружина — Марія, донька Роберта де Бара, графа Суассона і Марля.
Діти:
- Жан (д/н—1476), граф Марль і Суассон
- П'єр (д/н—1482), граф Сен-Поль, де Суассон, Марль
- Карл (1447—1509), єпископ Лану
- Антуан (д/н—1519), граф Русі, Бріен, Лін'ї
- Жаклін (д/н—1511), дружина Філіппа І де Круа, графа Порсьєн
- Елен (д/н—1488) дружина з Жана Савойського, графом Фокін'ї
- Філіппа (д/н—1522), абатиса в Монцелі

2. Дружина — Марія, донька Людовика I, герцога Савойського.
Діти:
- Людовик (1467—1503), герцог Андрія та Веноза, капітан Карла VIII, генерал-лейтенант, великий камергер
- Жанна, черниця в Генті
- Карл (1475—1476)

8 бастардів